# Celso Antunes (regente)
Celso Antunes (São Paulo, 12 de novembro de 1959) é um maestro brasileiro, considerado o maior talento brasileiro da regência coral. Foi formado pela Musikhochschule de Colônia, Alemanha.
Em 12 de fevereiro de 2011 foi anunciado como o novo regente associado da Orquestra Sinfônica do Estado de São Paulo (OSESP). Ocupou a função por 4 anos até seu contrato finalizar em dezembro de 2016.